# An Sae-bom
An Sae-bom (kor. 안새봄; * 13. Februar 1990) ist eine südkoreanische Taekwondoin, die im Schwergewicht aktiv ist.
An bestritt ihre ersten internationalen Titelkämpfe bei der Juniorenweltmeisterschaft 2006 in Vietnam, im Schwergewicht über 68 Kilogramm gewann sie überlegen den Titel. Im folgenden Jahr wurde sie in Amman auch Juniorenasienmeisterin. Im Erwachsenenbereich debütierte sie bei der Asienmeisterschaft 2008 in Amman. Auch hier gewann sie in der Klasse bis 72 Kilogramm den Titel. Ihren sportlich bislang größten Erfolg feierte An bei der Weltmeisterschaft 2011 in Gyeongju. Im Schwergewicht über 73 Kilogramm zog sie mit einem klaren Halbfinalsieg über Rosana Simón ins Finale ein und gewann nach einer knappen Niederlage gegen Anne-Caroline Graffe die Silbermedaille. Im gleichen Jahr erreichte sie beim asiatischen Olympiaqualifikationsturnier in Bangkok im Schwergewicht über 67 Kilogramm das Finale gegen Gwladys Épangue und gewann einen Quotenplatz für die Olympischen Spiele 2012 in London. Sie verlor jedoch im März 2012 das mannschaftsinterne Duell gegen Lee In-jong und verpasste die Olympiateilnahme.